# The Poppy Girl's Husband
The Poppy Girl's Husband er en amerikansk stumfilm fra 1919 af William S. Hart og Lambert Hillyer.

## Medvirkende
- William S. Hart som Hairpin Harry Dutton
- Juanita Hansen som Polly Dutton
- Walter Long som Boston Blackie
- Fred Starr som Mike McCafferty
- Georgie Stone som Donald Dutton